# Palacio episcopal de Zamora

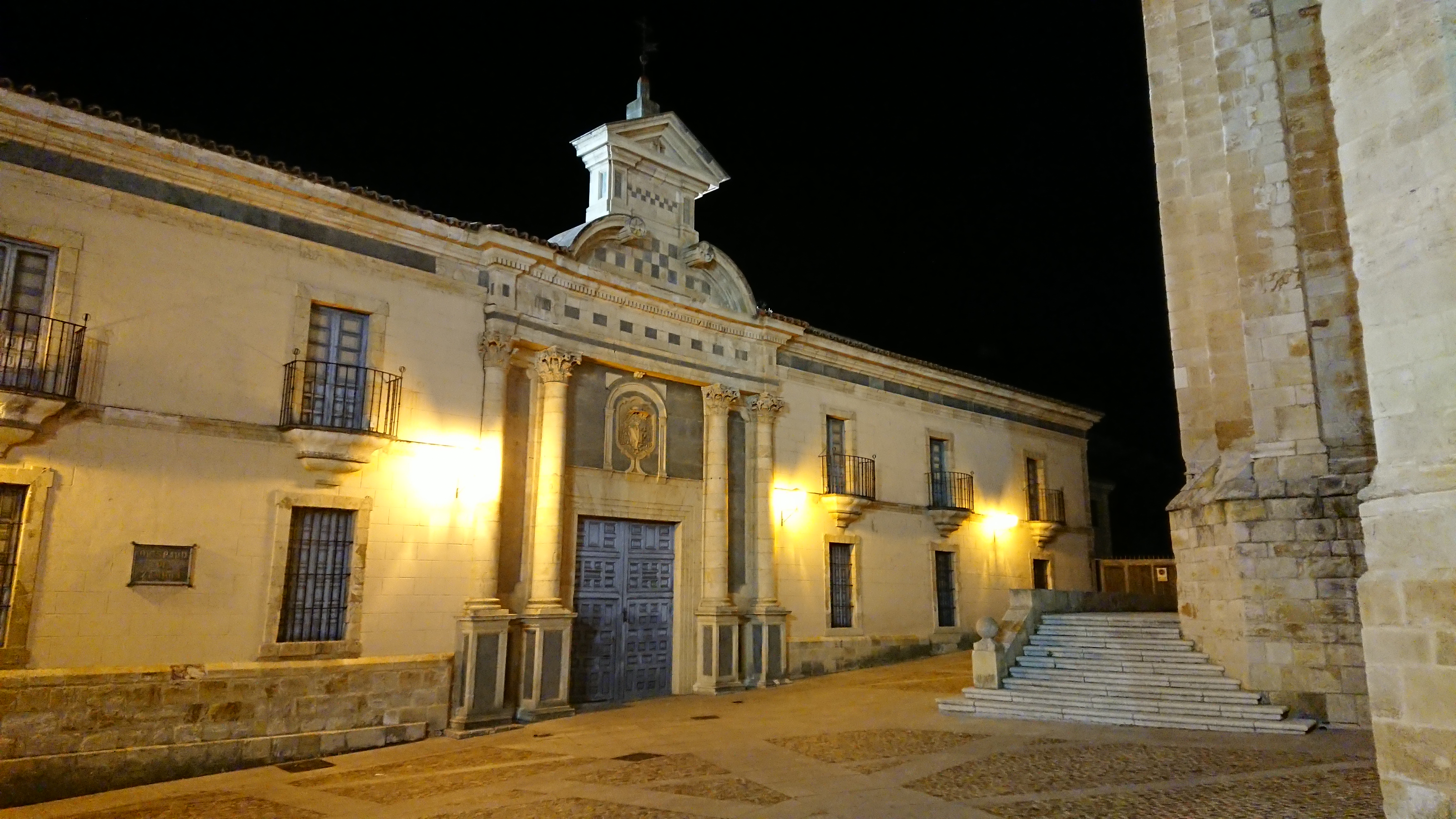
Palacio Episcopal, Zamora.

El palacio episcopal de Zamora es un edificio episcopal ubicado en el casco viejo de la ciudad de Zamora (España). A la ciudad se concedió el obispado en el siglo X, creándose la diócesis de Zamora durante el reinado de Alfonso el Magno. El primer obispo fue Atilano. El edificio que se puede observar en la actualidad es fruto de una fuerte remodelación realizada en el siglo XVII durante el obispado de Cavanillas (1755-1766). La última restauración data del siglo XX que se destaca por la cubierta instalada sobre el patio. Destaca de su interior la imagen románica de la Virgen de la Cerecina (procedente de Cerecinos).

## Historia
El primer obispo de la diócesis fue Atilano, hasta que la sucesión episcopal se vio interrumpida hasta la invasión de Almanzor y la posterior destrucción de la ciudad. Hasta que el actual solar fuese ocupado en 1120. Sobre el solar se edificó el palacio que sufre una profunda reforma en el siglo XVII hasta conocerse como en la actualidad.

## Características
El patio data del siglo XV y es probablemente pertenencia de un edificio anterior, la fachada se ha realizado en estilo manierista y su portada asemeja a un arco de triunfo. Junto al edificio se encuentra la afamada Puerta del Obispo (denominada también como Puerta Óptima). El edificio se re-edificó en 1762 en el obispado de Cavanillas. Es un edificio compuesto de dos plantas en torno a un patio porticado. En torno al patio se distribuyen los diversos servicios del episcopado. 